# Arunah Metcalf
Arunah Metcalf (* 15. August 1771 in Colony of Connecticut; † 15. August 1848 in Otsego (heute Cooperstown), New York) war ein US-amerikanischer Politiker. Zwischen 1811 und 1813 vertrat er den Bundesstaat New York im US-Repräsentantenhaus.

## Werdegang
Arunah Metcalf, Sohn von Lydia Bourne (1734–1779) und Zebulon Metcalf (1729–1802), wurde ungefähr zwei Jahre vor dem Ausbruch des Unabhängigkeitskrieges in Connecticut geboren. Er besuchte Gemeinschaftsschulen. 1793 heiratete er Eunice Williams (1775–1844), Tochter von Lucy Walsworth und Captain Veach (Vetch) Williams. Das Paar hatte fünf gemeinsame Kinder. Nathan und Orlando kamen noch in Connecticut zu Welt. 1802 zog die Familie nach New York und ließ sich auf einem hohen Bergzug über den Otsego Lake nieder, der heute als Metcalf Hill bekannt ist. Dort kamen Mary, Susannah und Lucien T. zu Welt.
Als Gegner einer zu starken Zentralregierung schloss er sich in jener Zeit der von Thomas Jefferson gegründeten Demokratisch-Republikanischen Partei an. Bei den Kongresswahlen des Jahres 1810 für den 12. Kongress wurde er im zwölften Wahlbezirk von New York in das US-Repräsentantenhaus in Washington, D.C. gewählt, wo er nach dem 4. März 1811 die Nachfolge von Erastus Root antrat. Er schied nach dem 3. März 1813 aus dem Kongress aus.
Zwischen 1814 und 1816 saß er in der New York State Assembly. Er war 1818 Präsident der Otsego County Agricultural Society. 1819 kandidierte er erfolglos für einen Sitz im Senat von New York. Er saß 1828 wieder in der New York State Assembly. Am 15. August 1848 verstarb er in Cooperstown.